# Poręcz

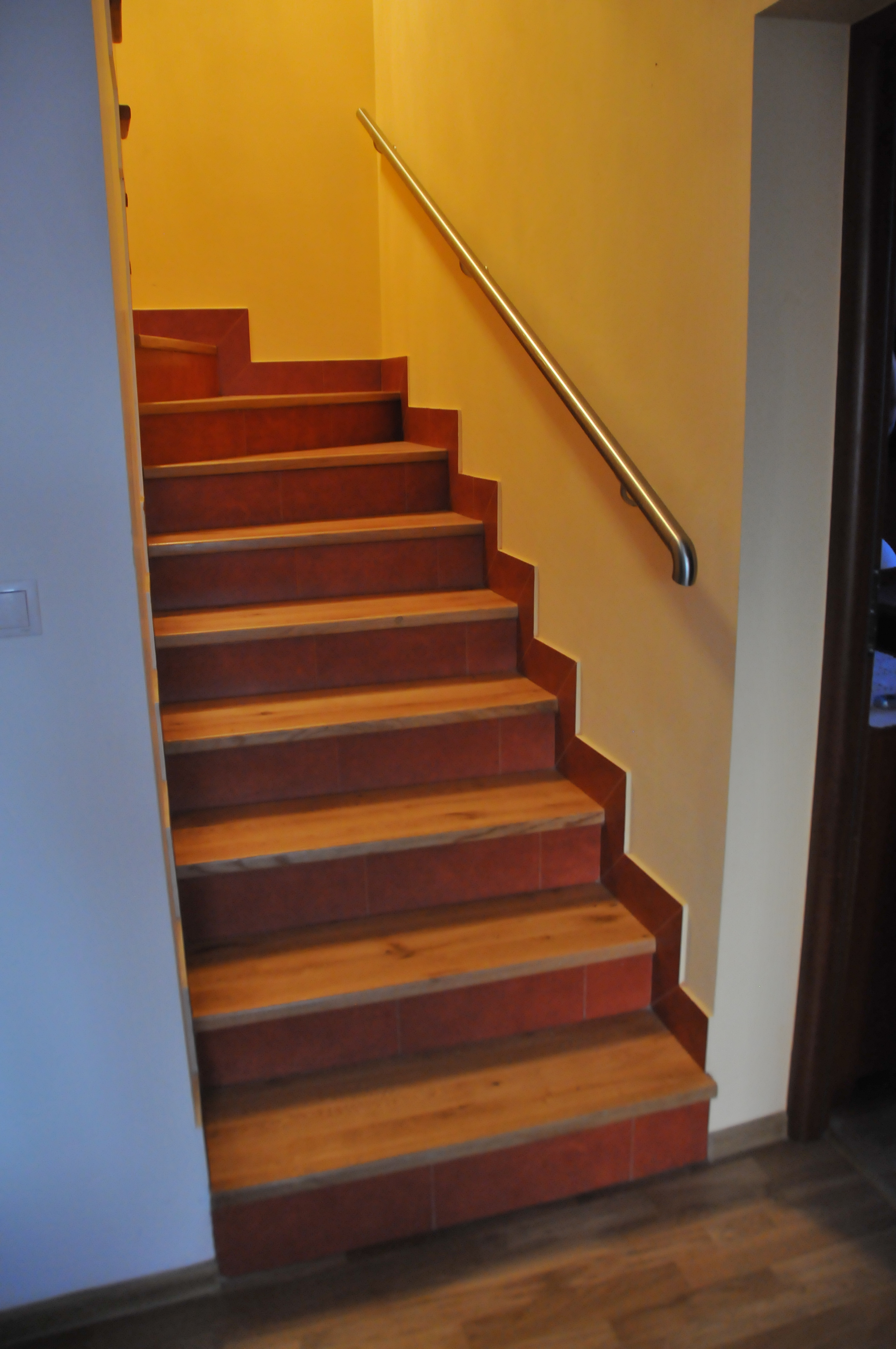
Poręcz schodowa

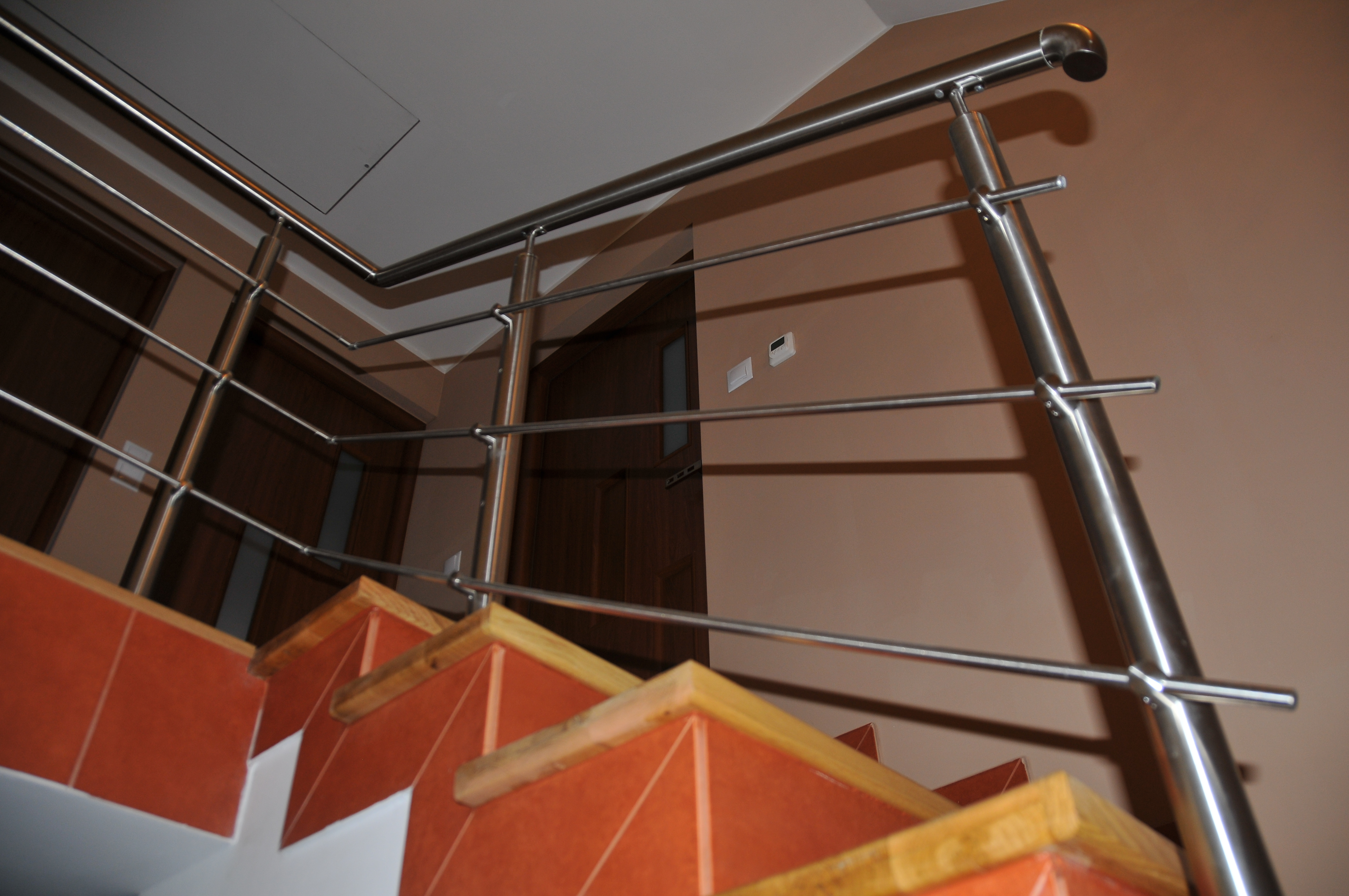
Balustrada schodowa

Poręcz – pochwyt przyścienny. Podstawowa funkcja, jaką powinny spełniać poręcze, to ułatwienie poruszania się po schodach, a także ochrona przed upadkiem z wysokości.
Poręcze powinny zapewniać wygodę użytkowania oraz być w solidny sposób zamocowane do balustrady lub ściany.

## Rodzaje poręczy
W zależności od przyjętych względów estetycznych oraz miejsca zastosowania można przyjąć różne rozwiązania:
- drewniane
- ze stali nierdzewnej
- połączenie drewna z elementami stalowymi
- kamienne

## Wytyczne prawa budowlanego
- schody wyższe niż 50 cm, powinny być zabezpieczone balustradą
- schody, które są odkryte z dwóch stron bądź tylko z jednej strony powinny być zabezpieczone balustradą, z kolei w przypadku tych ograniczonych ścianami wystarczające będą tylko poręcze
- w przypadku schodów bardzo stromych poręcze należy zamontować po obydwu stronach